# كبلر-68d
كيبلر 68 دي (بالإنجليزية: Kepler-68d)‏ هو كوكب خارج المجموعة الشمسية، في كوكبة الدجاجة (كوكبة)، يتبع Kepler-68.

## الاكتشاف
اكتشف في 12 فبراير 2013.